# Anastasia Russo
Anastasia Achikhmina (Madrid, 20 de octubre de 2011), conocida profesionalmente como Anastasia Russo, es una actriz y modelo española. Es reconocida principalmente por interpretar el papel de Tina en la película Tin & Tina y Noah de pequeña en Culpa mía.
Su primer trabajo televisivo fue en 2017, en la serie El Ministerio del Tiempo, cuando tenía 6 años.
Como modelo infantil, ha trabajado para marcas como Armani Junior, El Corte Inglés, DKNY, Vogue y Pinko, entre otras.

## Vida personal
Russo habla cinco idiomas: español, ruso, inglés, italiano y francés. Ha tomado clases de actuación, canto, guitarra, ballet, patinaje y danza contemporánea. Disfruta leer, grabar vídeos y cocinar durante su tiempo libre.

## Filmografía

### Cine
| Año  | Título                  | Director                                          | Papel        | Nota         |
| ---- | ----------------------- | ------------------------------------------------- | ------------ | ------------ |
| 2022 | Dark Girls              | Ver listaBel Armenteros Allan Arcal Ignacio López | Chloe        |              |
| 2023 | Alguien que cuide de mí | Ver listaDaniela Fejerman Elvira Lindo            | Nora (niña)  |              |
| 2023 | Tin & Tina              | Rubin Stein                                       | Tina         |              |
| 2023 | Culpa mía               | Domingo González                                  | Noah (niña)  |              |
| 2023 | Ahora vuelvo            | Ver listaGabe Ibáñez Lucas Paulino                | María        | Cortometraje |
| 2023 | La ermita               | Carlota Pereda                                    | Carol (niña) |              |
| TBD  | The Recreant            | Gilles Geary                                      | La niña      | Cortometraje |

### Televisión
| Año  | Título                   | Papel             | Nota                  |
| ---- | ------------------------ | ----------------- | --------------------- |
| 2017 | El Ministerio del Tiempo |                   | Serie; 1 episodio     |
| 2020 | El Cid                   | Princesa          | Serie; 1 episodio     |
| 2022 | Historias para no dormir | Carla             | Serie; 1 episodio     |
| 2022 | Nasdrovia                |                   | Serie; 6 episodios    |
| 2023 | Las pelotaris 1926       | Malen             | Serie; 1 episodio     |
| 2024 | Ayla y los Mirror        | Julia             | Serie; 30 episodios   |
| 2024 | Invisible                | Profesora pequeña | Miniserie; 1 episodio |

### Videos musicales
| Año  | Canción   | Artista | Nota |
| ---- | --------- | ------- | ---- |
| 2020 | «La nada» | Pan     |      |